# Ehime
De prefectuur Ehime (Japans: 愛媛県, Ehime-ken) is een prefectuur met 1.449.332 inwoners en een oppervlakte van 5677,55 km². Ehime bevindt zich in het noordwesten van Shikoku. De hoofdstad is Matsuyama.

## Geschiedenis
Tot de Meiji-restauratie was de prefectuur Ehime bekend als de provincie Iyo. Sinds de periode voor de Heianperiode werd het gebied gedomineerd door vissers en zeelieden die een belangrijke rol speelden bij de verdediging tegen piraten en een Mongoolse invasie.

## Geografie

### Zelfstandige steden (市) shi
Er zijn elf steden in de prefectuur Ehime:
- Imabari
- Iyo
- Matsuyama (hoofdstad)
- Niihama
- Ozu
- Saijo
- Seiyo
- Shikokuchuo
- Toon
- Uwajima
- Yawatahama

### Gemeenten (郡 gun)
De gemeenten van Ehime, ingedeeld naar district:
| District  | Gemeenten        |
| --------- | ---------------- |
| Iyo       | Masaki - Tobe    |
| Kamiukena | Kumakogen        |
| Kita      | Uchiko           |
| Kitauwa   | Kihoku - Matsuno |
| Minamiuwa | Ainan            |
| Nishiuwa  | Ikata            |
| Ochi      | Kamijima         |

### Fusies
(Situatie op 7 februari 2006) 
Zie ook: Gemeentelijke herindeling in Japan
- Op 1 april 2003 werd de gemeente Besshiyama van het District Uma aangehecht bij de stad Niihama.
- Op 1 april 2004 fusioneerden alle gemeenten van het voormalige District Higashiuwa met de gemeente Mikame van het District Nishiuwa tot de nieuwe stad Seiyo. Het District Higashiuwa verdween na deze fusie.
- Op 1 april 2004 fusioneerden de steden Kawanoe en Iyomishima met de gemeenten Doi en Shingu (beide van het District Uma) tot de nieuwe stad Shikokuchuo. Het District Uma verdween als gevolg van deze fusie.
- Op 1 augustus 2004 werden de gemeenten Kuma, Mikawa, Omogo en Yanadani van het District Kamiukena samengevoegd tot de nieuwe gemeente Kumakogen.
- Op 21 september 2004 smolten de gemeenten Kawauchi en Shigenobu van het District Onsen samen tot de nieuwe stad Toon.
- Op 1 oktober 2004 werden de gemeenten Ikina, Iwagi, Uoshima en Yuge (allen van het District Ochi) samengevoegd tot de nieuwe gemeente Kamijima.
- Op 1 november 2004 fusioneerden de steden Saijo en Toyo met de gemeenten Komatsu en Tanbara van het voormalige District Shusou tot de nieuwe stad Saijo. Het District Shusou verdween als gevolg van deze fusie.
- Op 1 januari 2005 werd de gemeente Hirota van het District Iyo aangehecht bij de gemeente Tobe.
- Op 1 januari 2005 werden de gemeenten Hiromi en Hiyoshi (beide van het District Kitauwa) samengevoegd tot de nieuwe gemeente Kihoku.
- Op 1 januari 2005 werden de gemeenten Ikazaki (van het District Kita) en Oda (van het District Kamiukena) aangehecht bij de gemeente Uchiko.
- Op 1 januari 2005 werd de stad Hojo en de gemeente Nakajima van het District Onsen aangehecht bij de stad Matsuyama. Het District Onsen verdween als gevolg van deze fusie.
- Op 11 januari 2005 werden de gemeenten Hijikawa, Nagahama en Kawabe (allen van het District Kita) aangehecht bij de stad Ozu.
- Op 16 januari 2005 ontstond de nieuwe stad Imabari uit de fusie van 11 gemeenten van het District Ochi met de oude stad Imabari. De gemeenten waren de volgende: Asakura, Hakata, Kamiura, Kikuma, Miyakubo, Namikata, Omishima, Onishi, Sekizen, Tamagawa en Yoshiumi.
- Op 28 maart 2005 werd de gemeente Honai van het District Nishiuwa aangehecht bij de stad Yawatahama.
- Op 1 april 2005 werden de gemeenten Misaki en Seto van het District Nishiuwa samengevoegd met de gemeente Ikata.
- Op 1 augustus 2005 ontstond de nieuwe stad Uwajima uit de fusie van 3 gemeenten van het District Kitauwa met de oude stad Uwajima. De betrokken gemeenten waren Mima, Tsushima en Yoshida.

## Economie
Het gebied rond Matsuyama heeft verschillende soorten industrieën waaronder scheepsbouw, chemische industrie, olieraffinaderij en papier- en textielproductie. Het platteland houdt zich voornamelijk bezig met landbouw en visvangst. De landbouw daar is vooral bekend om hun citrusvruchten.